# Störungslemma
Als Störungslemma bezeichnet man in der Numerik einen Satz, der eine Aussage über die Norm der Inversen einer regulären Matrix bei kleinen Störungen macht.

## Aussage
Sei {\displaystyle A\in \mathbb {R} ^{n\times n}} eine reguläre Matrix und {\displaystyle \delta A\in \mathbb {R} ^{n\times n}} eine Matrix mit
{\displaystyle \|A^{-1}\|\cdot \|\delta A\|<1}
in einer submultiplikativen Matrixnorm {\displaystyle \|\cdot \|}. Dann ist auch die Matrix {\displaystyle A+\delta A} regulär und es gilt für ihre Inverse:
{\displaystyle \|(A+\delta A)^{-1}\|\leq {\frac {\|A^{-1}\|}{1-\|A^{-1}\|\|\delta A\|}}.}

## Beweis
Sei {\displaystyle T:=I-A^{-1}(A+\delta A)}. Dann gilt
{\displaystyle \|T\|=\|A^{-1}\cdot \delta A\|\leq \|A^{-1}\|\cdot \|\delta A\|<1}
Also konvergiert die Neumann-Reihe {\displaystyle \sum _{n=0}^{\infty }T^{n}} und {\displaystyle I-T=A^{-1}(A+\delta A)} ist invertierbar. Da {\displaystyle A^{-1}} invertierbar ist, folgt, dass auch {\displaystyle A+\delta A} invertierbar ist und
{\displaystyle \|(A+\delta A)^{-1}\|=\|(I-T)^{-1}A^{-1}\|\leq \|A^{-1}\|\sum _{n=0}^{\infty }\|T^{n}\|\leq {\frac {\|A^{-1}\|}{1-\|A^{-1}\|\|\delta A\|}}}

## Verwendung
Dieses Lemma wird verwendet, um die Konditionszahl für das Lösen linearer Gleichungssysteme als 
{\displaystyle \kappa (A)=\|A\|\cdot \|A^{-1}\|}
herzuleiten.